# Urelytrum auriculatum
Urelytrum auriculatum är en gräsart som beskrevs av Charles Edward Hubbard. Urelytrum auriculatum ingår i släktet Urelytrum och familjen gräs. Inga underarter finns listade i Catalogue of Life.